# Bajcsy-Zsilinszky út metróállomás
A Bajcsy-Zsilinszky út (eredetileg Váczi körút) a budapesti kisföldalatti (hivatalos nevén: M1-es metróvonal) egyik állomása, a Deák Ferenc tér és az Opera között. A Deák téri állomás áthelyezése idején, 1952. január 10. és 1956. január 11. között a vonal belső végállomása volt.

## Átszállási kapcsolatok
| Bajcsy-Zsilinszky út | 9, 105, 210, 210B 72 | Szent István-bazilika |

## Galéria

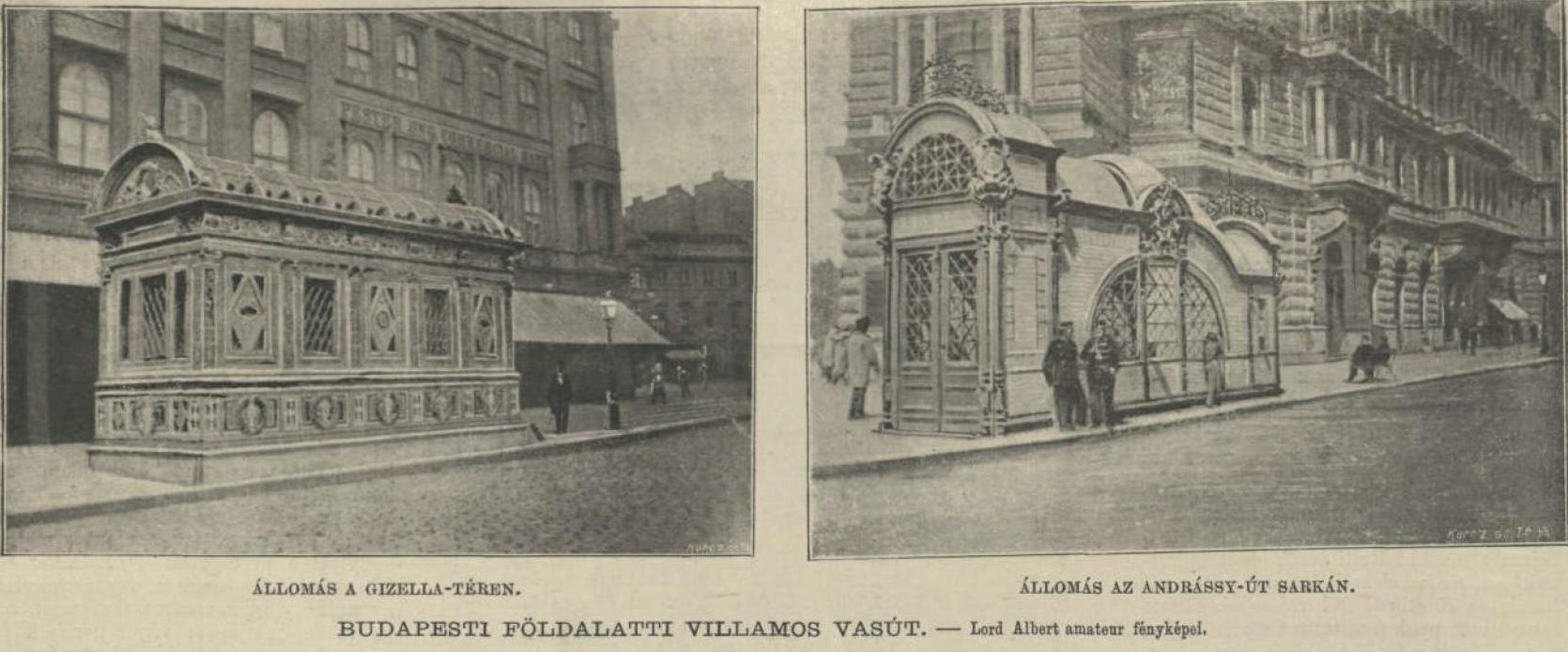
A kezdetekben álló lejáró feletti csarnok
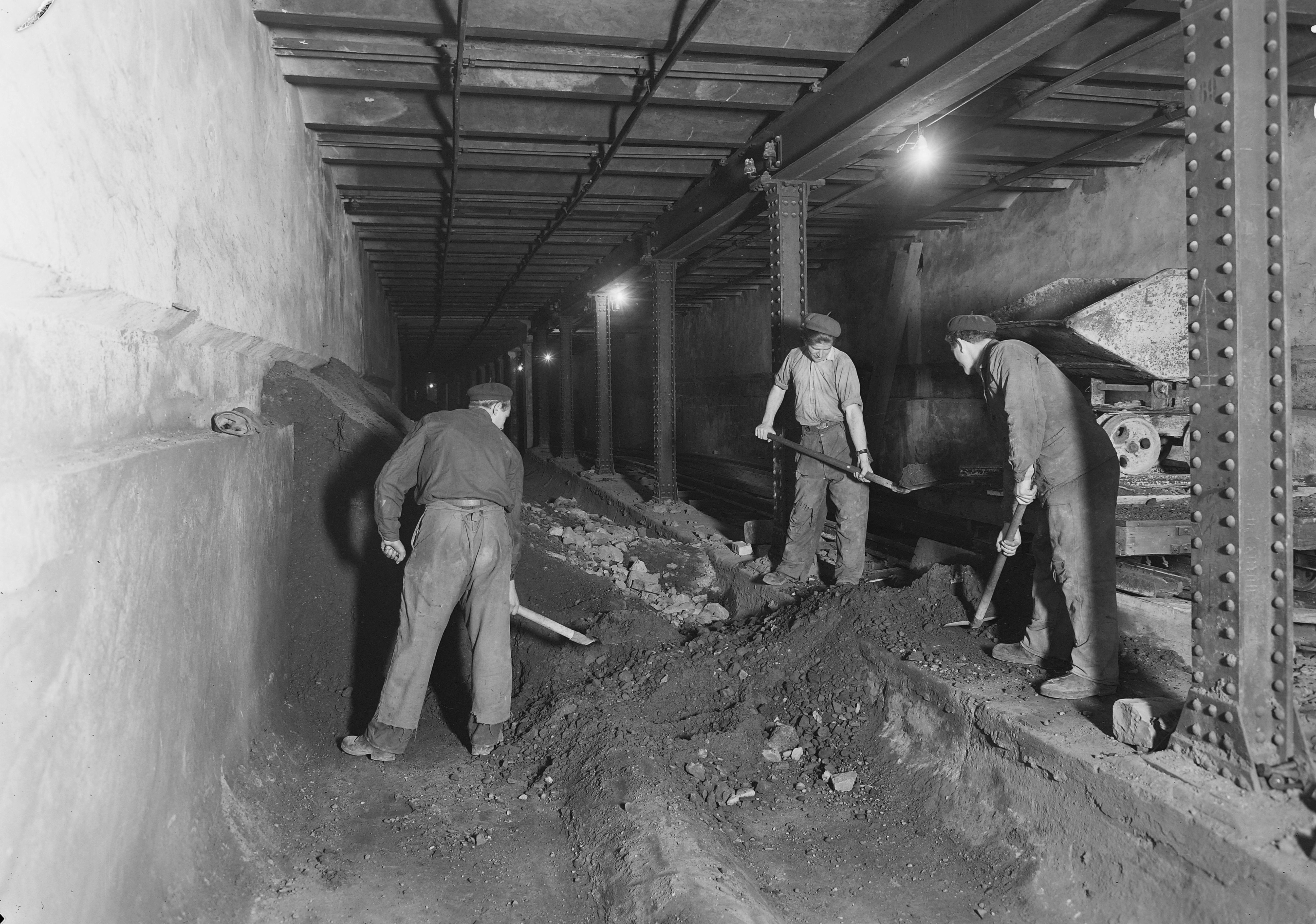
Az új, Deák tér felé vezető szakasz építése (1955)
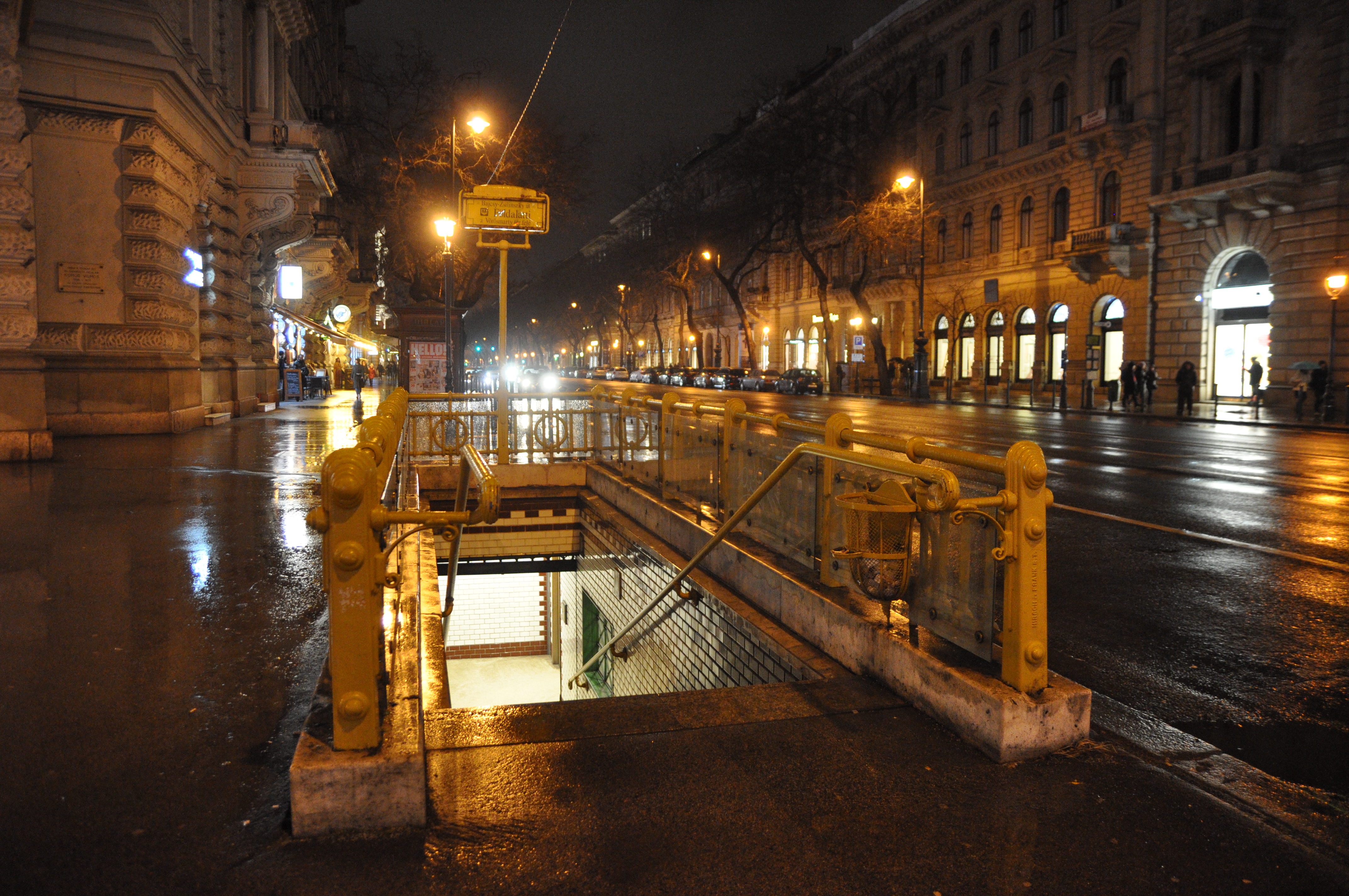
Az állomás lejárata este napjainkban
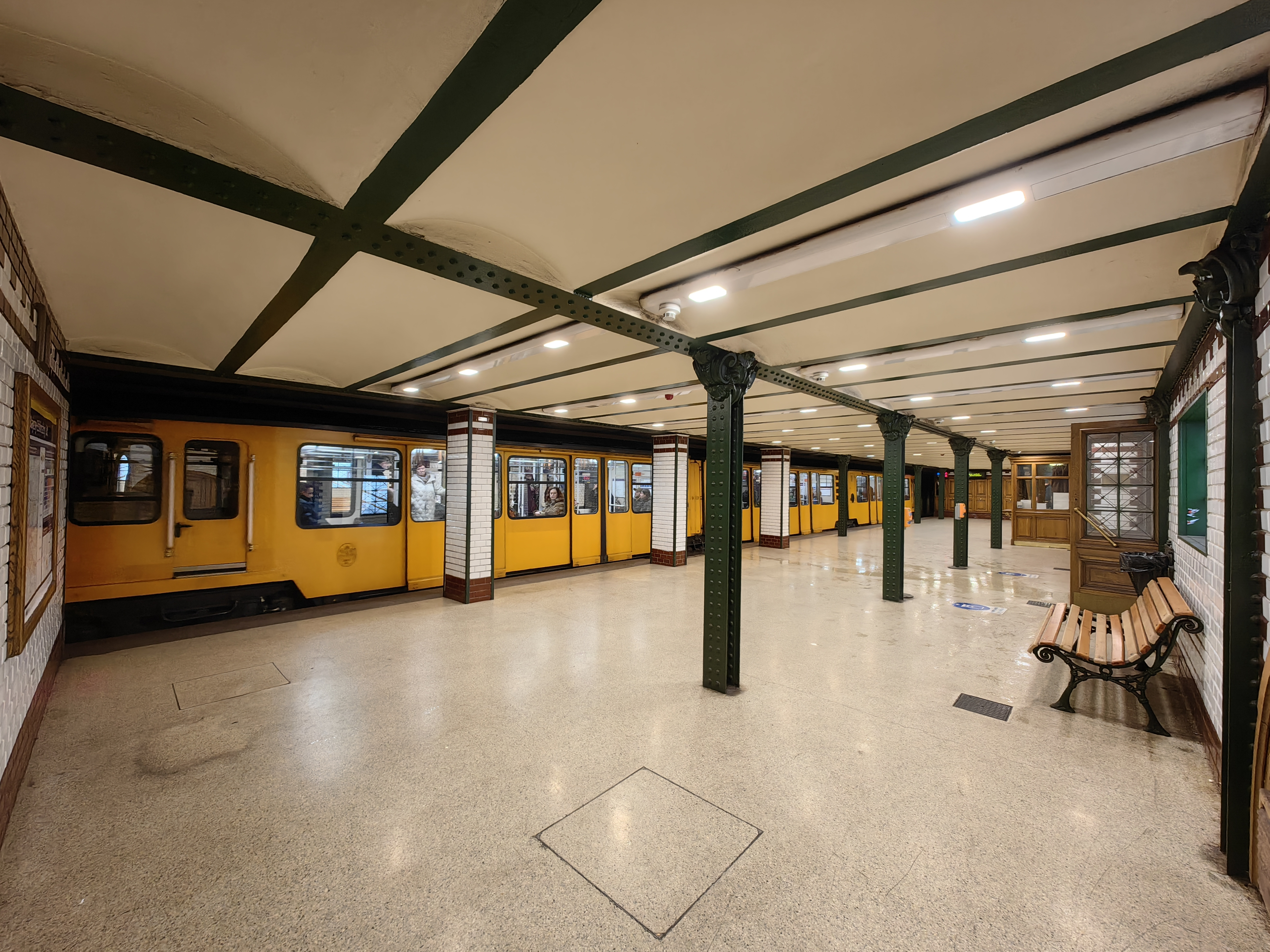
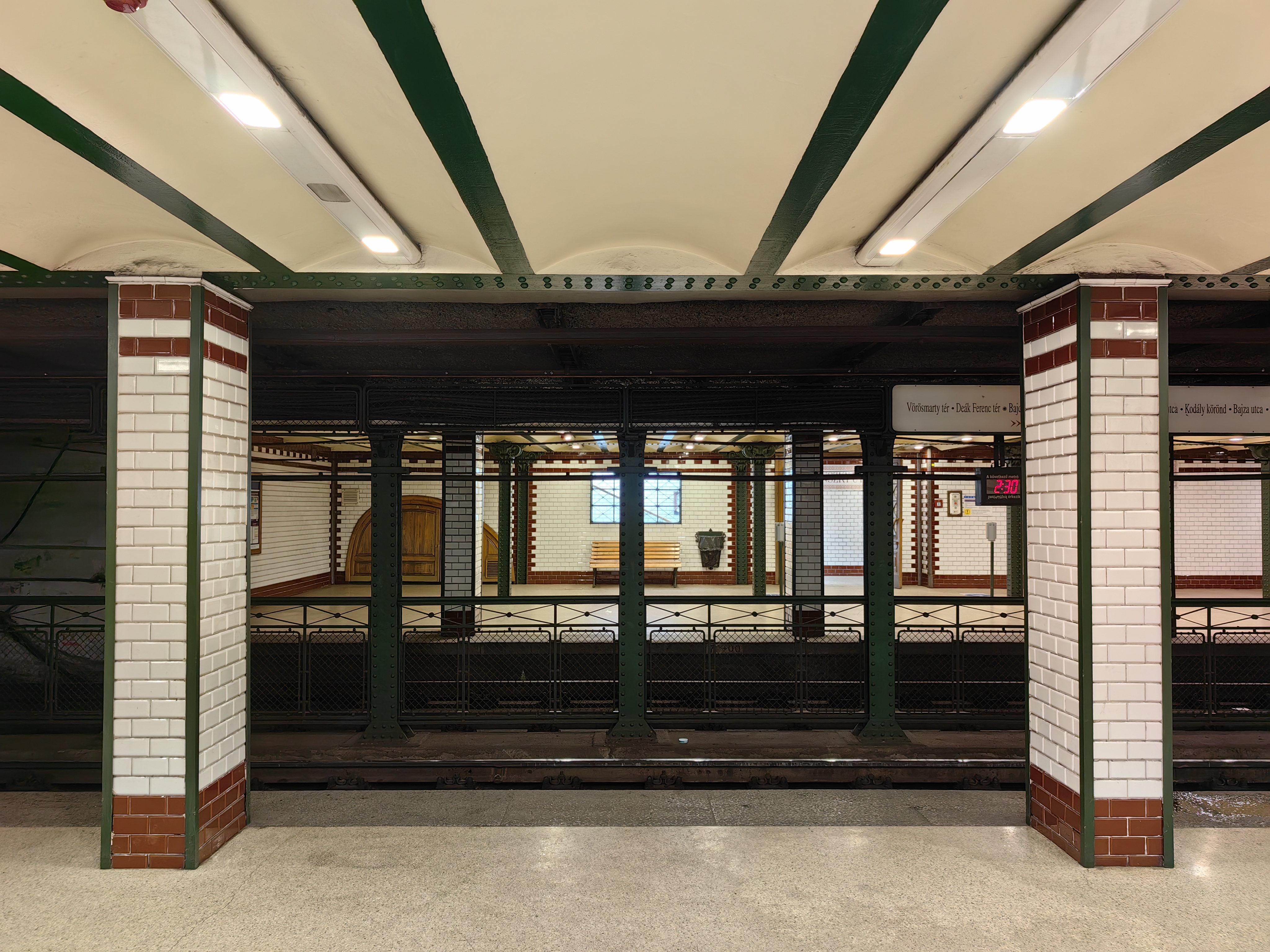
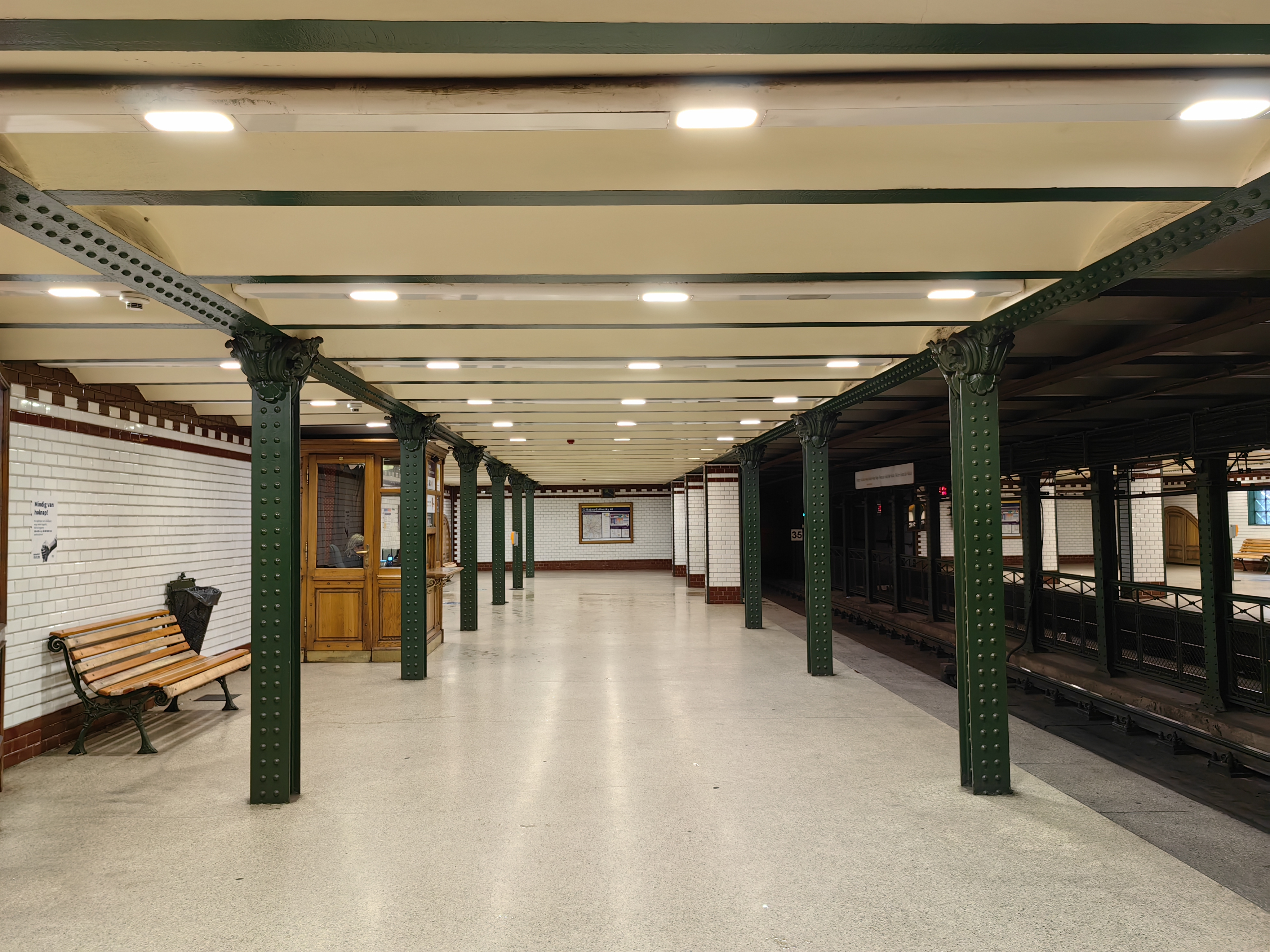
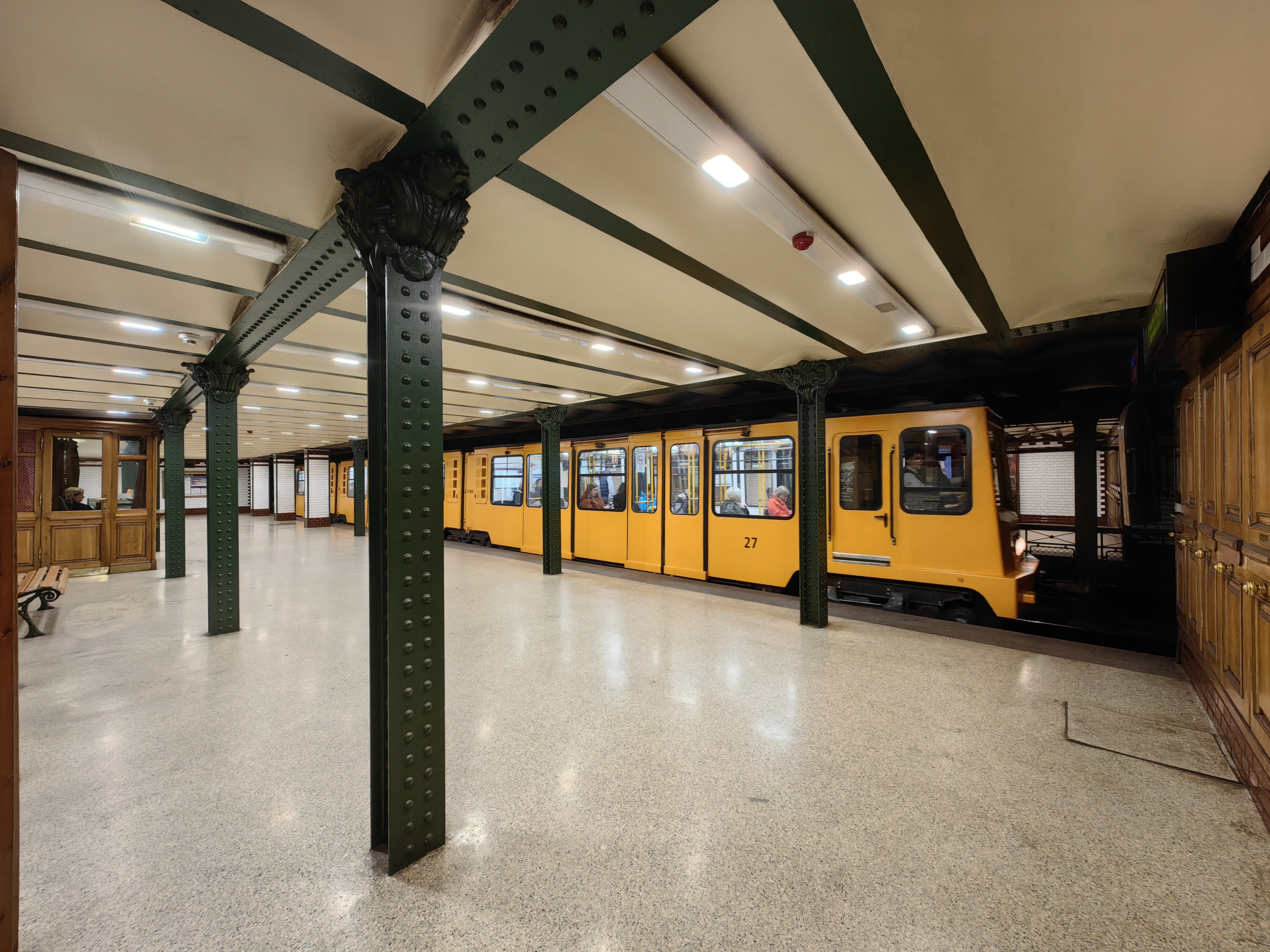